# Pinon (Arizona)
Piñon (navaho Beʼekʼid Baa Ahoodzání) és una població dels Estats Units a l'estat d'Arizona. Segons el cens del 2000 tenia 1.190 habitants.

## Demografia
Segons el cens del 2000, Piñon tenia 1.190 habitants, 296 habitatges, i 240 famílies La densitat de població era de 71,3 habitants/km².
Dels 296 habitatges en un 58,1% hi vivien nens de menys de 18 anys, en un 53,4% hi vivien parelles casades, en un 25% dones solteres, i en un 18,9% no eren unitats familiars. En el 18,6% dels habitatges hi vivien persones soles el 2% de les quals corresponia a persones de 65 anys o més que vivien soles. El nombre mitjà de persones vivint en cada habitatge era de 4,02 i el nombre mitjà de persones que vivien en cada família era de 4,69.
Per edats la població es repartia de la següent manera: un 46,3% tenia menys de 18 anys, un 11,3% entre 18 i 24, un 27% entre 25 i 44, un 12,9% de 45 a 60 i un 2,5% 65 anys o més.
L'edat mediana era de 20 anys. Per cada 100 dones de 18 o més anys hi havia 85,8 homes.
La renda mediana per habitatge era de 19.271 $ i la renda mediana per família de 23.393 $. Els homes tenien una renda mediana de 16.471 $ mentre que les dones 27.000 $. La renda per capita de la població era de 6.045 $. Aproximadament el 52,1% de les famílies i el 53,7% de la població estaven per davall del llindar de pobresa.
Segons el cens dels Estats Units del 2010 el 91,93% són nadius americans i el 7,65% blancs. El 2,02% de la població són hispànics.

## Poblacions més properes
El següent diagrama mostra les poblacions més properes.